# Ficus calyptroceras
Ficus calyptroceras là một loài thực vật thuộc họ Moraceae. Đây là loài đặc hữu của Brasil.